# Ammoniumfluorid
Ammoniumfluorid, eller fluorammonium, har form av färglösa kristaller, lättlösliga i vatten. Vattenlösningen har sur reaktion och angriper, såväl i vattenlösning som i torr form, vanligt glas och kan därför endast förvaras i kärl av syntetiskt material. Ammoniumfluorid kan framställas genom sublimering av en blandning av natriumfluorid och ammoniumklorid, eller genom neutralisering av ammoniakvatten med fluorvätesyra.
Genom uppvärmning av ämnet i vattenlösning avgår en del ammoniak och sur ammoniumfluorid bildas, vilken ännu kraftigare angriper glas.
Ammoniumfluorid kommer till användning vid etsning av glas, för lösning av silikater eller som desinfektionsmedel för rörledningar, processkärl o d. Användning förekommer även inom medicinen.